# 中露国境
中露国境（ちゅうろこっきょう）は、中華人民共和国とロシア連邦との間の国境である。国境線の総延長は約4,209.3kmである。モンゴル国を挟んで東西に不連続な国境を有する。

## 概要

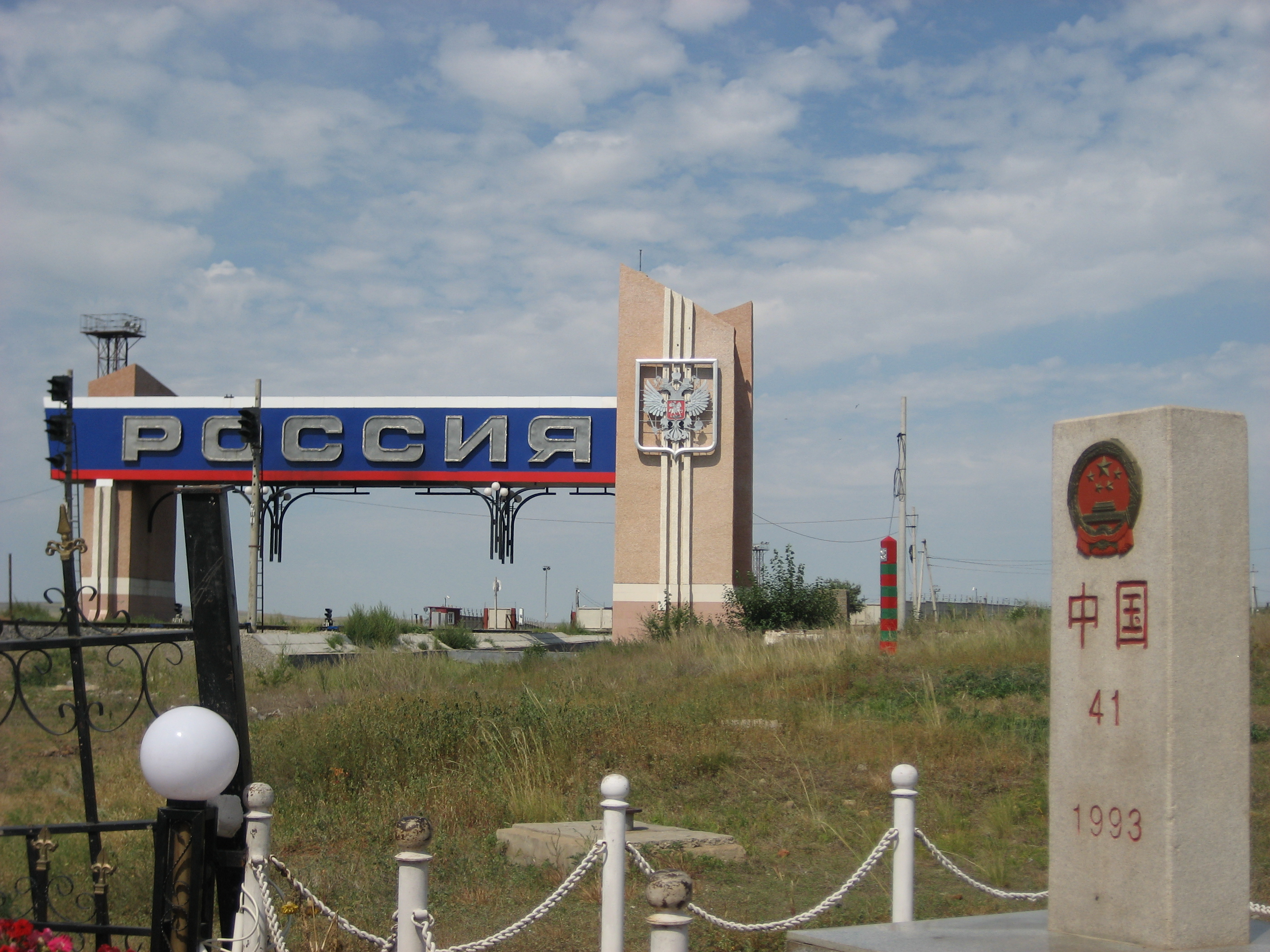
満洲里とザバイカリスクの境界碑

2ヶ所の国境線のうち、東部国境が全長4,195kmを占める。中蒙露の三国国境（北緯49度50分42.3秒 東経116度42分46.8秒 / 北緯49.845083度 東経116.713000度）には境界碑が設置されている。この境界碑から北東方向に向かい、アルグン川に到達する。国境線はアルグン川、アムール川、ウスリー川に沿って形成されている。東部国境の終点は中露朝三国の三国国境（北緯42度25分 東経130度36分 / 北緯42.417度 東経130.600度）であり、露朝国境の終点でもある。
西部国境は全長100km未満であり、ロシアのアルタイ共和国と中国の新疆ウイグル自治区の境界を構成している。西部国境の大部分アルタイ山脈から構成される。西端は中国・カザフスタン・ロシアの三国国境（北緯49度06分54秒 東経87度17分12秒 / 北緯49.11500度 東経87.28667度、標高3327m）、東端は中蒙露の三国国境（北緯49度10分13.5秒 東経87度48分56.3秒 / 北緯49.170417度 東経87.815639度）である。